# John FitzGerald, I conde de Kildare
John FitzThomas Fitzgerald (1250-10 de septiembre de 1316) fue un noble irlandés, como IV lord de Offaly desde 1287 y posteriormente como I conde de Kildare desde 1316.

## Vida
Era el primogénito de Thomas FitzMaurice Fitzgerald (fallecido en 1271) y Rohesia de St. Michel. Se convirtió en IV lord de Offaly en 1287, sucediendo a su tío Maurice FitzGerald, III Lord de Offaly, tras la muerte de este.
Aparece en 1291 en disputa seria contra William Vescy, señor de Kildare y lord justicia de Irlanda, sobre quien había muchas quejas por opresión y negligencia en la defensa del país; siendo Fitzgerald defensor de los querellantes. Vescy presentó cargos menores contra Fitzgerald por calumnia y libelo. Fitzgerald apeló al rey Eduardo I de Inglaterra, quién para examinar y juzgar el asunto imparcialmente, los convocó a ambos a Londres para oír los casos, donde parece que Fitzgerald tuvo la ventaja y desafió al lord justicia a un combate para limpiar su nombre, el cual fue aceptado. Sin embargo, Vescy huyó a Francia, por lo que el rey pronunció inocente a lord Offaly y le entregó las posesiones y los señoríos de Vescy en Kildare, Rathangan, etc., que habían sido entregados a la Corona.
En 1296 y 1299 fue convocado para luchar por la Corona en las campañas escocesas del rey Eduardo II. Con sir John Wogan, lord justicia, y otros, fue nuevamente a guerra en Escocia en 1301-2.
En 1307, con su yerno sir Edmund Butler, dispersó a los rebeldes de Offaly que habían asaltado el castillo de Geashill y quemado la ciudad de Leix. En 1312 fue enviado como general al frente de un ejército a Munster para suprimir un rebelión armada irlandesa. El 25 de mayo de 1315, Edward Bruce, hermano del rey Roberto I de Escocia, invadió el norte de Irlanda con 6000 hombres, fue coronado rey de Irlanda en Dundalk y devastó el país. FitzGerald, entre otros, inició una resistencia esporádica contra Bruce, dejando una "gran matanza" de escoceses e irregulares irlandeses durante su mandato. Edward Bruce fue finalmente derrotado y muerto en la batalla de Dundalk.
El rey Eduardo II creó a Fitzgerald conde de Kildare por patente real datada el 14 de mayo de 1316, año en que FitzGerald fundó el priorato agustino de Adare, en Limerick. Murió ese mismo año, el domingo 12 de septiembre, en Laraghbryan, cerca de Maynooth, y fue enterrado en el priorato franciscano de Clan, Kildare.

## Familia
Se casó con Blanche de la Roche, hija de John de la Roche, lordr Fermoy, y Maud Waley (hija de Henry Waley), con quien tuvo dos hijos y dos hijas:
- Gerald (f. 1303).
- Thomas FitzGerald, II conde de Kildare, su sucesor.
- Joan Fitzgerald, casada en 1302 con Edmund Butler, conde de Carrick.
- Elizabeth Fitzgerald, casada con Nicholas Netterville, ancestro de los vizcondes Netterville.